# 碰撞测试假人

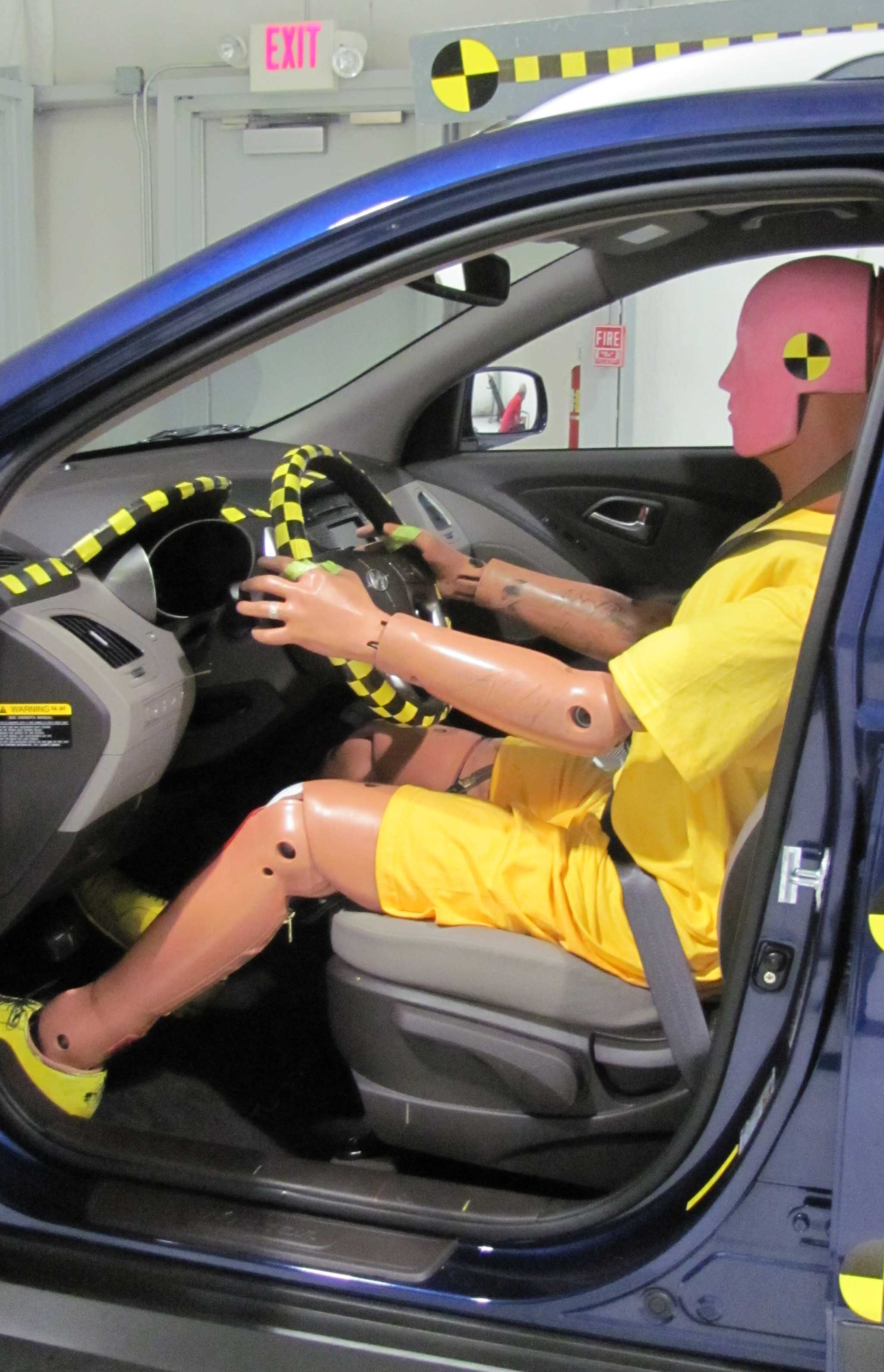
坐在汽车里的碰撞测试假人

碰撞测试假人是用来模拟车祸对人体的影响的真人一样大小的人體模型。
假人上装有许多测量撞击测试时产生的加载的传感器。在最佳情况下假人的生物力学性能应该和人体一样——比如身体各部分的大小和质量，以及关节的刚性，等等，只有这样使用它们的模拟才能和现实相匹配。不同的假人模拟男性或者女性的身体，以及不同身高和年龄的人体。假人的标定主要是通过与使用尸体获得的数据的比较获得的。在近年来几乎所有载具的研究和开发均需要进行碰撞测试假人测试。对于一些交通工具来说，使用碰撞测试假人的测试是型号许可的必要条件。

## 使用前的碰撞测试

### 车祸研究的需要
估计1869年8月31日爱尔兰学者玛丽·沃德成为第一名汽车车祸蒙难者。她和她丈夫开一辆蒸汽驱动的汽车时被甩出车外后被另一辆车辆压死。1899年9月13日亨利·布利斯在纽约下有轨电车的时候被撞丧身成为北美洲首位汽车车祸蒙难者。估计从汽车被发明以来全世界至今有2000万人因为车祸丧身。
1890年代末商业汽车生产开始后不久汽车工业就有了车祸研究的需要。在1930年代里汽车已经是日常生活的一部份。由于车辆数量的上升，加上汽车开发时不顾及其它道路使用者的安全需求，公共交通导致的死亡率很快成为一个非常严重的问题。当时的死亡率达到每一亿辆汽车有15.6人死亡的程度，而且当时的交通密度还在不断增加（相比来说今天的交通密度虽然比当时高得多，但是死亡率为每一亿辆汽车1.8人）。
1930年代的車體設計即使對低速碰撞的車禍而言也不安全。仪表板是硬金属制的，方向盤的刚性很高，此外车内有高出的按钮、刚性很高的杆和杠。在车祸撞击时都会造成致命的危险。车上没有座位安全带，因此在面对面的碰撞时即时速度很低乘客也会被甩出挡风玻璃，在这种情况下乘客幸存的机会很小。车身本身不可变形。车没有溃缩区，碰撞的力量直接被传到乘客身上。1950年代后期汽车公司甚至说车祸“无法幸存”。这个理论即使在低速度的情况下车祸时的力太大，相对而言人体太脆弱。
但是也有一些汽车制造商开始对这个情况和统计进行挑战，开始研究改善他们的汽车的安全性的研究。这是汽车车祸研究的开始，不久之后就开始有使用志愿者的试验。

### 使用尸体的研究
底特律的韦恩州立大学是最早通过实验收集车祸对人体的作用的地方。到1930年代后期为止还没有强烈物理作用对人体的影响的科学研究，甚至还没有科学手段来研究这样的作用。生物力学还是未耕之地。因此新创的车祸研究首先需要产生全新的数据。
最早的实验是用人的尸体做的。尸体被用来测量人体对车祸时经常受到的挤压和削力的抵抗强度。测量方法比如是在电梯的通道里把重物丢到躯体的部分、骨头或者整个躯体上去。重物的加速度可以很简单地计算出来。下一步是把加速规装在尸体上，把尸体绑在车上，然后在实验场地上做对头碰撞或者翻滚的试验。
1995年阿尔伯特·金在（《创伤杂志》）中著文探讨车祸死人数量的下降和尸体实验对人身保障的贡献。他的计算表明通过尸体实验导致的汽车设计的变化到1987年为止每年救了约8500人的生命。他说仅仅安全带就使得每个实验用的尸体平均导致每年61人幸存、安全气囊使得每年147人幸存、68人通过挡风玻璃的设计修改幸存。
使用尸体的实验也有许多问题，另外其精确度有限。首先使用的尸体与车祸受害者的人口平均不相符，使用的尸体当中不是因为暴力死亡的几乎绝大多数是老年人。除此之外还有道德和伦理上的问题，比如是否应该允许使用死人进行研究。儿童的尸体很少被使用，因为很少有人把儿童的尸体捐给科学研究进行研究。车祸受害者的尸体一般无法使用，因为它们已经受到损害，无法被用来做良好的模拟，它们会影响结果的质量。加上尸体各不相同，几乎无法互相之间进行比较，而且一具尸体无法多次使用，因此使用尸体获得的数据往往不可靠。因此由于缺乏相应的实验对象和生态数据学者们长时间只能把他们的结果限制在老年白肤男性的人上。

### 志愿者

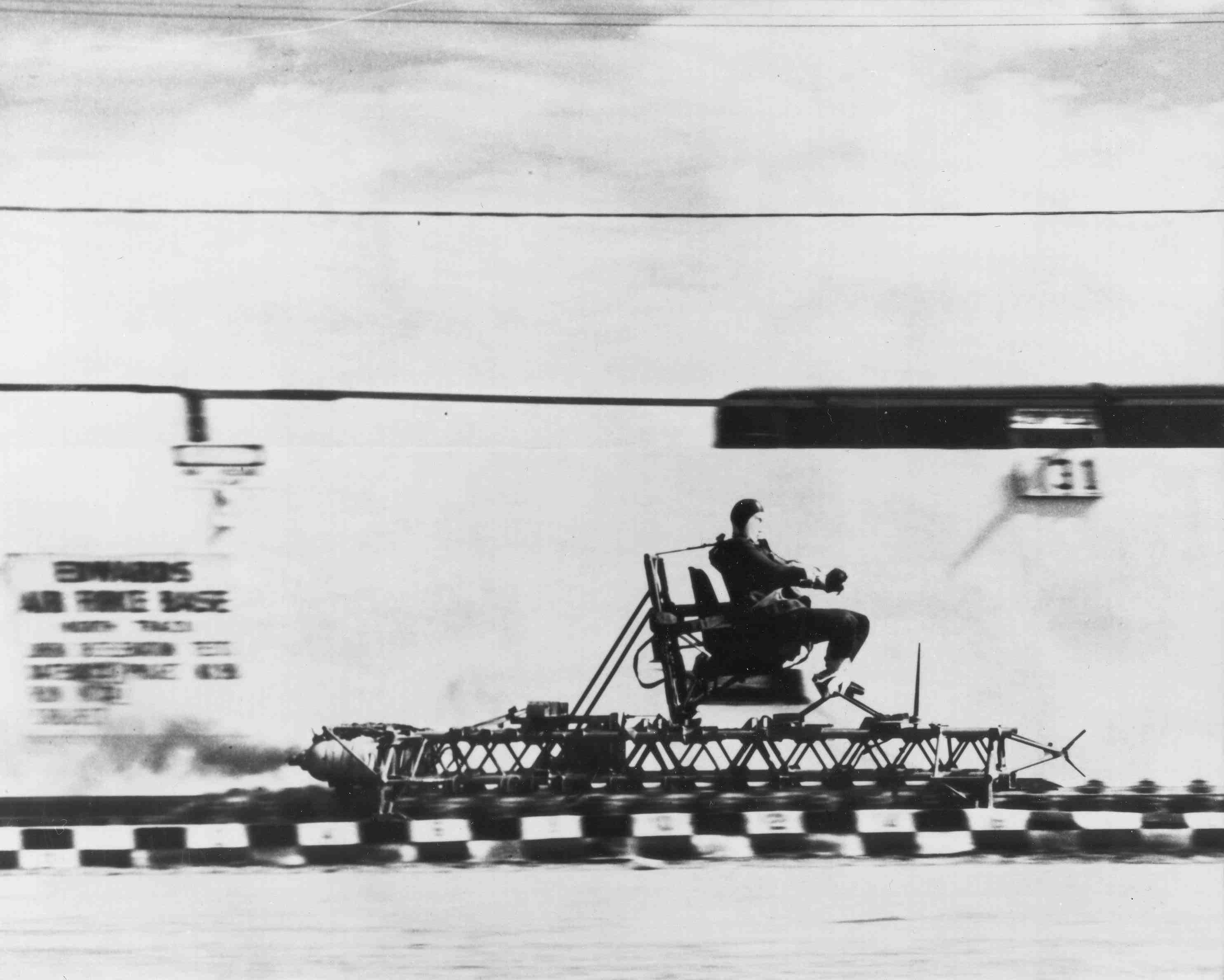
斯塔普上校使用火箭橇自我实验

一些学者自愿作为实验对象。比如约翰·保罗·斯塔普上校（美国空军）多次坐到一个火箭橇上，让自己被加速到每小时1000千米，然后在数分钟内刹车。韦恩州立大学退休教授劳伦兹·帕特里克400多次乘坐火箭橇来研究负加速度对人体的效应。他和他的学生让人把重的铁物品丢到胸口或者脸上来模拟车祸时的碰撞。他们让人把玻璃碎片吹到身上来模拟行车时或者车祸时挡风玻璃破裂的效果。
帕特里克承认他承受了一点疼痛，但是他强调他的组在开发数学模型方面获得了巨大的突破，这会为未来的研究奠定了基础。
志愿者的实验不能超过一定的生理负载。要获取更重的负载的数据以及要测试保护设施的效应依然需要使用其它实验对象。

### 动物实验
到1950年代中许多可以使用尸体进行的研究已经完成了。但是在尸体不能作为实验对象的安全研究中依然还有很多需求。再加上尸体的来源依然有限，因此研究不得不使用其它实验对象：因此学者开始使用动物。在第八届斯塔普车祸和示范场会议上有黑猩猩、熊和猪的示范。
无法用志愿者或者尸体做的实验包括削弱碰撞时由方向盘导致的损害。到1964年为止一些数据认为上百万人由于这样的伤丧身。1960年代初由通用汽车公司引入的在车祸时可以折叠和后退的方向盘将方向盘导致的死亡率减少了约50%。车内碰撞使用最多的实验对象是猪，因为它们胸部下部的构造和人有点类似、它们可以在车里比较好地坐着以及它们的肋骨折断时的临界负载和人的肋骨差不多。能够坐着是对实验动物的重要要求。使用动物的研究还包括仪表板以及上面的按钮和倒后镜造成的头伤。
1980年《亮点》杂志报道法国布隆一个研究所的动物实验。受欧洲汽车业的承包该研究所使用狒狒、狗和猪作车祸实验，其中每年用猪数千头。该研究所的所长强调任何车身、安全带和头靠的更改都需要大量实验来统计性地收集负载数据。由于尸体没有肌肉的紧张无法不适用。猪在实验前一般被麻醉。而猴和狗一般装有脑探头，不被麻醉，因为学者也想收集脑电流数据来了解车祸时的感受。出于费用的原因狒狒被多次使用。“有些猴子经过数次实验后完全崩溃，因此我们只能让它们去做破坏力最大的实验，来保证它们此后肯定丧命。”
1965年杜兰大学把200只恒河猴绑在碰撞橇上和墙碰撞来研究车祸的后果。奧克拉荷馬大學使用怀孕的狒狒重复了这个实验。
在民众里动物实验引发了很强烈的反感。1978年2月由于抗议密歇根州停止了使用狒狒的实验。一些学者支持动物实验，因为它们可以提供可靠的数据，但是同时也有许多伦理学的反对理由。
今天据他们自己的说法大的汽车公司不再使用活物实验。通用汽车公司1993年结束了动物实验，其它大多数汽车公司也在这个时间里结束了动物实验。

## 最早的假人

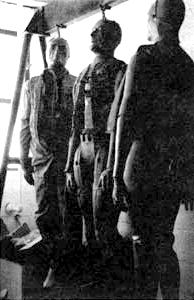
Sierra Sam系列假人

1949年西拉工程公司为美国空军造了第一批名为的假人。它们被用来测试弹射椅和安全带。使用它们的实验使用速度达每小时1000千米的火箭橇或者让假人从吊车上落下。它的身高为1.85米，比95%的成年男人高和重。
1950年代初阿尔德森和格鲁曼设计了一个既可以给汽车又可以给飞机事故研究的假人。后来阿尔德森为通用汽车和福特汽车生产了系列假人，这个系列也被美国国家标准局纳用。西拉公司则推出作为竞争。通用汽车觉得这两个假人系列都不满足其需要。因此通用汽车研制了假人。这个假人结合了另两个模型的优点，它的身高、体重和比例与男子的平均相当，因此它也被称为“50%男人”。通用汽车与汽车工程师协会合作把这个设计和其它竞争者分享。
从这个时候开始在开发假人的工作上做了许多研究。1972年推出的模型的肩膀、脊椎和膝盖机械被改善。这两个的确非常像人的假人的头、胸和骨盆里有加速规以及测量大腿里的力的仪器。
美国国家公路交通安全管理局和通用汽车打交道希望他们能够研制一个比性能更好、更敏感的模型。尽管在许多研究方面的进展和依然是相当粗糙的模型，不能在所有的实验中使用。因此学者开始研制能够达到这些要求的模型，这个至今一直在使用。

## 当今的模型

### 家族

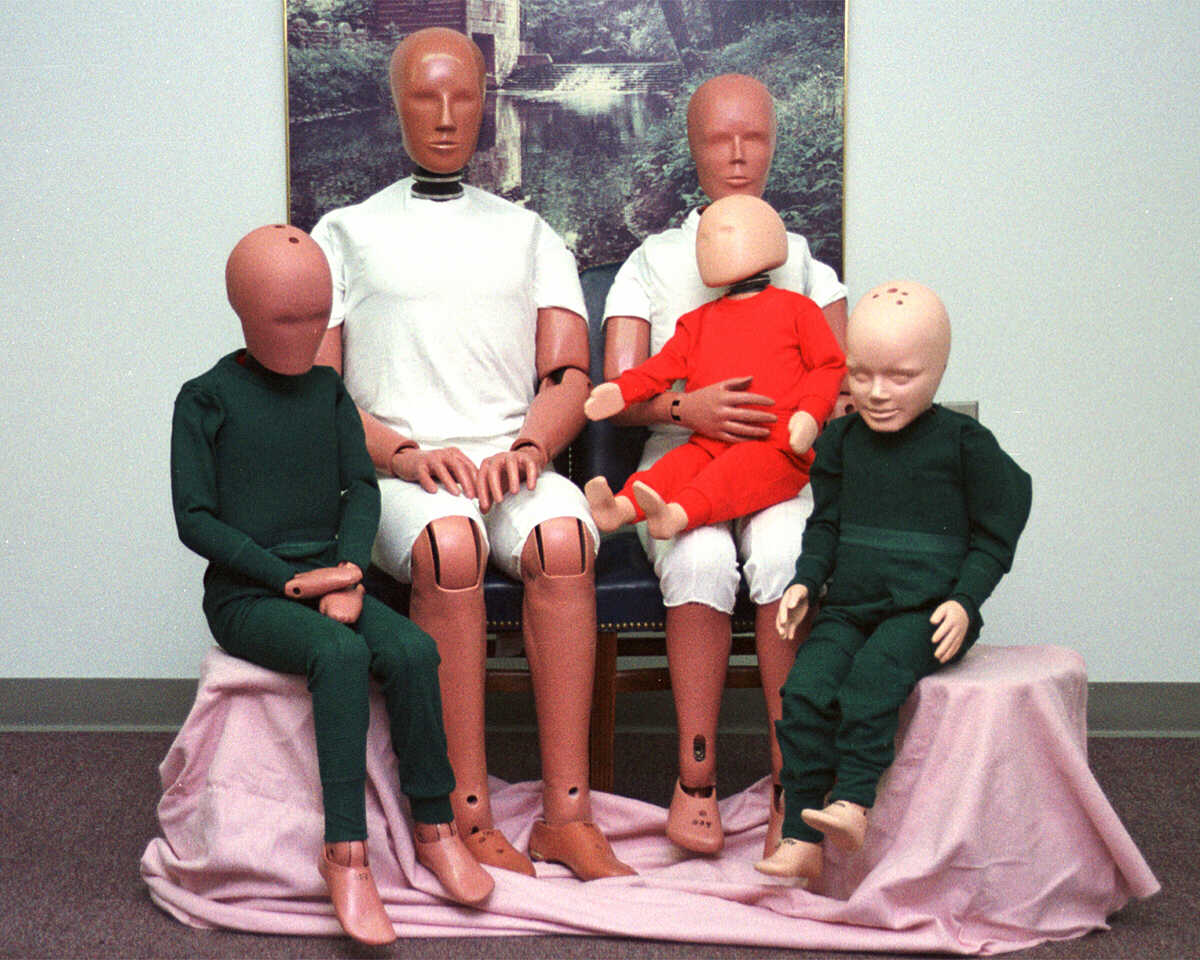
一“家”Hybrid III假人——男人、女人和三个不同大小的孩子

1976年通用汽车推出了“50%男人”模型，它是目前使用最广泛的碰撞测试假人。今天它已经扩展成了一个“家庭”，拥有许多不同大小和体重的假人。
最常用的是，他站直了身高175厘米，重78千克。它相当于其生产者确定的平均男性汽车司机。它的“哥哥”站直了身高188厘米，重101千克。它高于95%其生产者确定的男性汽车司机。在另一端身高152厘米，体重54千克，它矮于95%其生产者确定的女性汽车司机。
还有三个儿童假人，其体重分别为16.2千克（三岁）、23.4千克（六岁）和35.2千克（十岁）。这三个模型是在成人模型后添加的。
现代的假人可以在头部、颈部、胸部、脊椎、骨盆和腿上带大量传感器。使用最常用的是加速规和测力器。此外还有膝盖的角度仪和头部的角速度仪。

### 其它模型

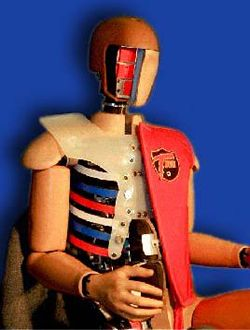
Hybrid III的后继假人模型系列THOR

除了非常普及的为正面碰撞开发的模型系列外还有其它的假人系列：
比如用来研究侧面碰撞用的（侧面碰撞假人）。其中包括相应欧洲和美国标准的和。
（与人体生理一致的尾部碰撞假人）被用来开发安全的头枕和座位。
是一个用来研究婴儿座位的假人，它有相应于典型的六月、12月和18月儿童的模型。
是新的“50%男人”和的后继模型。它的脊椎和骨盆被改善，此外它的脸部拥有一些此前没有被使用的传感器来研究面部的伤。从总体来说它拥有更多的和更精确的传感器。
是一个通过学生工作开发的行人假人。它被用来做汽车与行人的碰撞实验。它基于“50%男人”。为了测量碰撞时的加速度它的腰部有车祸数据储存。

## 实验过程

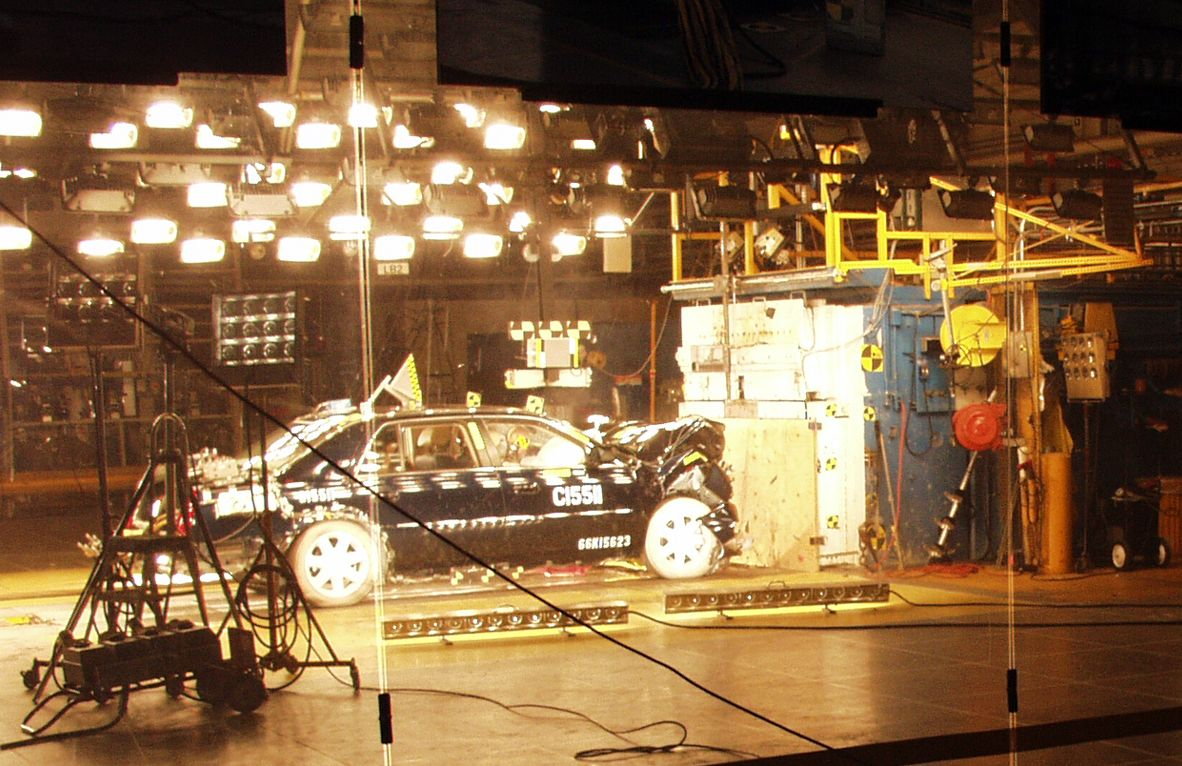
通用汽车的正面碰撞试验

在碰撞试验前每个假人都要校准。它的头被取下，从40厘米高处落下，来校准头里的仪器。
随后头被旋在肩膀上，通过短时间的加速和突然刹车来测试颈部的活动性。随后肩膀和头和躯干连到一起，在一个测试仪器内一个摆敲击假人来测试胸部的活动性。
假人准备好后被穿上黄衣服，它的头部和膝盖装进液体颜料。它被装进一个测试设施或者一辆测试的车。它体内的仪器在碰撞时记录下30多个不同的数据，体内的颜料标志碰撞的部位，它本身被高速攝影機拍摄下来。通过电线数据被从传感器传送到车内的测量仪器。数据化的假人可以把数据记录在假人胸部的微型存储装置里。碰撞后数据被读出分析。今天为摩托车使用的假人完全基于数据技术。
是一个标准化的测试物件，因此假如部分部件损坏的话可以被换掉。所有的仪器都可以多次使用。一个完全被装备好的假人的价值约为15万欧元。

## 未来

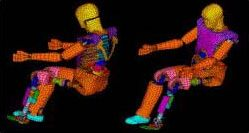
碰撞假人反映的三维计算机模拟

碰撞试验假人帮助车祸研究收集了大量车祸对人体的后果的数据。这些数据帮助改善了大量危险因素，比如改善了车辆设计。
今天新数据对研究的贡献已经很小了。使用假人获得的数据与使用尸体或者动物获得的数据已经可以向匹配。今天最大的问题在于试验车辆的反应往往不一样，而且每辆试验车辆只能使用一次。
另一个问题在于假人仅仅近似于人。比如在研究对内脏的影响的时候它们提供的数据就非常粗糙，尸体试验的数据就比较好，但是也不一定就非常满意。
计算机模型越易取代碰撞试验。但是今天的计算能力和模型精确度还不足以使用计算机模拟做全身模拟。要把所有系数，包括汽车的刚性和人体的性能，全部包括在模拟里还有很大困难。计算机模拟的优点在于它们可以被重复进行，所有系数可以被控制地改变，因此计算机模拟可以大量地减少对物理试验的需要。
今天法律规定新车辆模型推出之前必须进行物理碰撞试验——包括假人碰撞试验。但是在未来假人大多数会在计算机屏幕上出现。

## 文化艺术

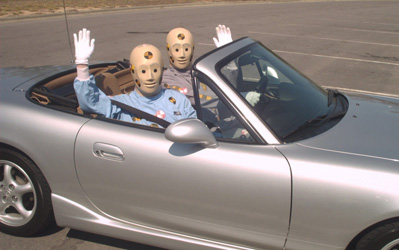
美国交通部说话的碰撞测试假人温斯和拉里

由于碰撞测试假人看上去像人，因此它出现后在文化艺术中就经常使用它。
在1980年代里，美国交通部在美国杂志和电视里做广告。在这些广告里两个会说话的碰撞测试假人以情节戏剧的形式解释车辆的安全措施。这些广告的口号为（假人可以教你很多），它们非常普及和成功，因此这两个假人从此经常在——尤其是对儿童的——安全宣传中出现。
1990年代初推出了一系列名为（不可置信的碰撞假人）的英雄玩具。这些玩具是基于美國交通部的广告设计的。这些颜色鲜艳的玩具车辆的底部有一个按钮，按了之后车辆会散开，然后可以重新组装起来。此外还有车辆在被儿童“碰撞测试”后可以重新组装。
这个玩具系列大受欢迎，因此导致了一部22分钟长的同名电视节目。对于当时来说非常特殊的是这部电视节目完全是用三维计算机模拟生产的。此外它还引发了一部漫画系列以及一部任天堂电子游戏（FC游戏机）和一部任天堂游戏。
在更改过的竞速游戏里人司机被碰撞测试假人取代。
1980年代末有一个名为“碰撞测试假人”的加拿大摇滚乐乐团。